# Camillo Bregant

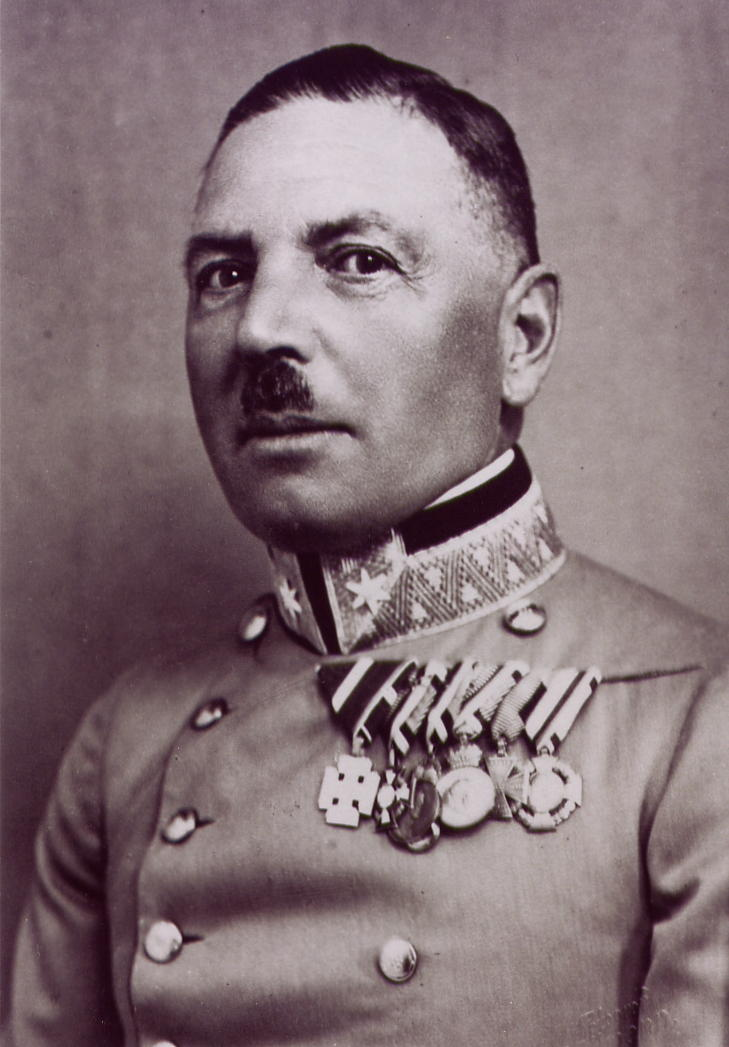
Generalmajor Camillo Bregant 1932

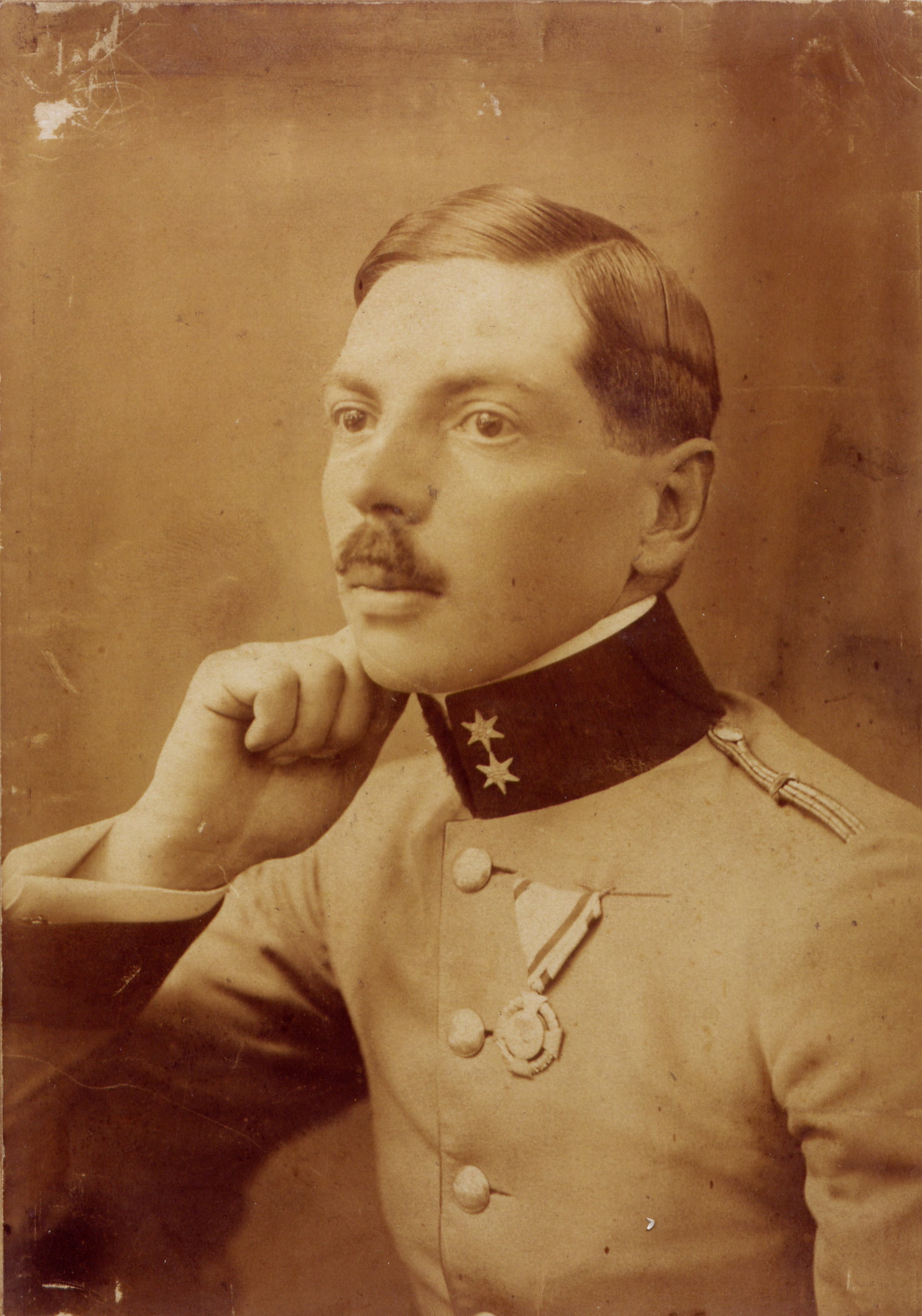
Camillo Bregant etwa 1908

Camillo Bregant (* 24. Juli 1879 in Triest, Österreich-Ungarn; † 21. Februar 1956 in Arnfels, Bezirk Leibnitz, Südsteiermark) war ein österreichischer Generalmajor, Kommandant des ehemals k.u.k. Dragonerregiment „Nikolaus I. Kaiser von Rußland“ Nr. 5 sowie ein führender Offizier des österreichischen Bundesheeres in der Ersten Republik. Seine Ehefrau war Katalin Bregant.

## Leben
Nach der Ausmusterung als Leutnant in die k.u.k Armee aus der Infanteriekadettenschule in Marburg am 18. August 1899 trat Bregant in das Dragonerregiment No. 5 Zar Nikolaus I. von Russland ein.
Er wurde einer der erfolgreichsten Rennstallbesitzer und Rennreiter auf eigenen Pferden in der Monarchie auf allen damaligen Rennplätzen. Bei 389 Antritten erreichte er 164 Mal den Ersten, 144 Mal den Zweiten und 31 Mal den dritten Platz. Im Gegensatz zum Einkommen eines jungen Oberleutnants von 2400 Kronen ermöglichten ihm seine Reiterfolge mit einem Preisgeld von über 150.000 Kronen ein für die damalige Zeit überdurchschnittliches Auskommen.
Auf Grund seiner hervorzuhebenden kavalleristischen Fähigkeiten fand er als Ausbilder am Militärischen Reitlehrinstitut von 1904 bis 1906 Verwendung und besuchte 1911 die Korpsoffiziersschule in Wien.
Im Ersten Weltkrieg nahm Bregant als Rittmeister und Führer der 4. Schwadron des Dragonerregimentes No. 5 an folgenden militärischen Aktionen teil.
- 1914 Teilnahme an den Kämpfen in Polen Schlacht von Lemberg, der Belagerung von Przemyśl, der Schlacht in den Karpaten sowie Ungarn.
- 1915 Schlacht von Gorlice-Tarnow, in Ostgalizien, Triest und am Dnestr.
- 1916 Teilnahme an der Abwehr der Brussilow-Offensive.
- 1917 wurde das Regiment der 4. Kavalleriedivision unter seinem ehemaligen (1909) Kommandanten Feldmarschallleutnant Otto Josef von Berndt (1865–1957) zugeteilt.
- 1918 Friedensvertrag von Brest-Litowsk mit Sowjetrussland und der Ukraine. Das Regiment wurde an die Reichsgrenze zurückgenommen, darauf nach Marburg disloziert, verblieb es bis 1920 in der dortigen Kavalleriekaserne.
- 1920 In diesem Jahr wurde es aufgelöst und die verbleibenden Teile nach Graz in Marsch gesetzt. In Graz wurde aus den Resten des Regimentes vorerst die 5. Schwadron des ersten Bundesheeres in der großen Reiterkaserne in Leonhard gebildet.

Mit 1. November 1918 Major geworden, wurde er nach 21,5 Jahren Dienstzeit in der k.u.k. Armee vom Österreichischen Bundesheer übernommen. Ab 1922 wurde er mit dem Kommando des Dragonerregiments No. 5 betraut, dass wohl aus Kostengründen als verstärkte Schwadron geführt wurde. 1929 wurde er Kavallerieinspizierender des österreichischen Bundesheeres und Kasernenkommandant der Reiterkaserne in Graz. 1932 zum Generalmajor befördert, wurde er 1934 in den zeitweiligen Ruhestand versetzt (wegen politischer Unzuverlässigkeit im Ständestaat, da „notorisch kaisertreu“). Von der deutschen Wehrmacht wurde er in der Liste als Generalmajor Z.V. geführt.
Nach dem Zweiten Weltkrieg beziehungsweise seiner Pensionierung war Bregant als Weingutsbesitzer, Präsident der Campagnereiter-Gesellschaft Landesgruppe Steiermark und als Mentor des später äußerst erfolgreichen österreichischen Militaryreiters und militärischen Fünfkämpfers Oberst Peter Lichtner-Hoyer tätig.
Von 1920 bis 1956 wohnte er zuerst mit seiner Familie in der Leechgasse und ab 1928 in der Schumanngasse 27 Bezirk Leonhard nächst der Großen Reiterkaserne in Graz.
Am 21. Februar 1956 verstarb er auf einer Autobusfahrt in die Südsteiermark bei Arnfels.

## Anekdoten
- Im Dezember 1914 übernahm der damalige Rittmeister Bregant persönlich die Erkundungen im Feld.

„Ich ritt meinen Vollblütler ‚Viribus Unitis‘, Sieger in 27 Rennen. Es war für mich ein unbeschreiblich kostbares Gefühl, zu wissen, dass ich auf dem schnellsten Pferde des ganzen Kriegsschauplatz saß. Ich hatte die sichere Gewähr, dass selbst eine ganze Eskadron nicht imstande gewesen wäre, mich einzufangen.“

- September 1915: Rittmeister Bregant erlebte bei einem Ausflug nach Triest ein unangenehmes Abenteuer. In stockfinsterer Nacht – Triest war wegen Fliegergefahr vollkommen verdunkelt – stürzte er in einen tiefen Kanal mit hoher Ufermauer, aus dem er sich nicht befreien konnte. Ein zufällig vorbeikommender Passant holte Hilfe in einem nahen Gasthaus, und mit zusammengebundenen Tischtüchern gelang es, den zu Tode erschöpften aus seiner misslichen Lage zu befreien.[8]

## Auszeichnungen
Bregant erhielt während des Ersten Weltkrieges das Militärverdienstkreuz II. und III. Klasse (1. Verleihung am 26. Jänner 1915) mit Kriegsdekoration und Schwertern, die Bronzene und die Silberne Militär-Verdienstmedaille sowie das Karl-Truppenkreuz. In der ersten Republik wurde ihm die Erinnerungsmedaille für Weltkriegsteilnehmer 1914–1918 mit Schwertern sowie das Silberne Ehrenzeichen für Verdienste um die Republik Österreich verliehen.